# Geokichla mendeni
El zorzal de Peleng (Geokichla mendeni) es una especie de ave paseriforme de la familia Turdidae endémica de las islas de Taliabu y Peleng, en Indonesia. En el pasado se consideraba una subespecie del zorzal dorsirrojo (Geokichla erythronota).

## Distribución y hábitat
Se encuentra únicamente en los bosques tropicales de las islas de Peleng y Taliabu, ambas pertenecientes a Indonesia, y situadas al sureste y este de Célebes, respectivamente. Está amenazado por la pérdida de hábitat.